# Lasse Virén
Lasse Artturi Virén (Myrskylä, 22 de Julho de 1949) é um antigo atleta finlandês vencedor de quatro medalhas de ouro olímpicas. Virén retomou a imagem dos "Finlandeses Voadores" promovida por atletas como Hannes Kolehmainen, Paavo Nurmi ou Ville Ritola na década de 1920. Foi eleito Personalidade Finlandesa do Desporto em 1972 e 1976, e mais tarde tornou-se político e foi eleito membro do parlamento da Finlândia nos períodos 1999–2007 e 2010–2011.
Era oficial de polícia. Sob um regime de treino brutal em Thompson Falls, no Quénia, conquistou resultados impressionantes, como o recorde mundial das duas milhas no Verão de 1972.

## Jogos de 1972
Virén conquista duas medalhas de ouro as provas dos 5.000 e 10.000 metros.

## Jogos de 1976
Virén torna-se o único homem a vencer duas medalhas de ouro nos 5.000 metros (com um tempo fabuloso à passagem dos 1.500 m, que lhe daria o quarto lugar!), ganha os 10.000 ultrapassando Carlos Lopes e apenas 18 horas depois da final dos 5.000 m ainda corre a maratona, em que termina em quinto lugar, com 2h13m11s.

## Jogos de 1980
Lasse Virén termina a carreira nos Jogos de 1980, ficando em quinto lugar nos 10.000 metros.

## Rumores sobre o treino
As suas vitórias não ficaram isentas de controvérsia. Primeiro, a seguir à vitória nos 10.000 metros dos Jogos de 1976, tira as sapatilhas e acena com elas ao público, mostrando o logotipo da marca, o que era proibido pelo COI.
Mas as principais suspeitas de comportamento não-desportivo recaíram sobre Virén em relação à prática, à altura legal, de auto-transfusão sanguínea (Dopagem sanguínea), o que envolvia o congelamento do sangue e a sua reinserção no corpo para aumentar o conteúdo de oxigénio. No entanto, nunca se descobriram indícios de tal prática.
Virén, com o treinador Rolf Haikkola, preparava-se para o máximo evento, os Jogos Olímpicos, correndo dezenas de milhar de quilómetros nas florestas finlandesas, e todas as oportunidades eram consideradas de treino, mesmo os campeonatos da Europa de atletismo.